# Gasvim (província)
Gasvim ou Gazvim (em persa: قزوین; romaniz.: Qazvīn, Caspin, Qazwin, ou Ghazvin) é uma província do Irã sediada em Gasvim. Tem 15 567 quilômetros quadrados e segundo censo de 2019, havia 1 322 000 residentes. Se divide em seis condados.